# Catawba-Rododendron 'Grandiflorum'
Catawba-Rododendron 'Grandiflorum' er en gruppe  rigtblomstrende hybrid rhododendroner. Sorten har en kraftig, rund vækstform med opstigende grene og store, friskgrønne og ovale blade. Den blomstrer i maj-juni med store kompakte blomsterklaser. De enkelte blomster er lyslilla med en gulbrun tegning. 
Størrelse
2 x 2 m efter 10 år. 
Anvendelse
Sorten er hårdfør og sund, og det gør den velegnet som hækplante og som solitærbusk.